# سفين فرمانت
سفين فرمانت مواليد 4 أبريل 1973 في بلجيكا، هو لاعب كرة قدم بلجيكي دولي سابق كان يلعب كمدافع. اعتزل اللعب عام 2010. سبق له أن لعب في كأس العالم لكرة القدم مع منتخب بلاده. بدأ مسيرته الرياضية عام 1989 مع كيه في ميخيلين.

## المسيرة الاحترافية

### أندية لعب لها
- كيه في ميخيلين
- نادي كلوب بروج
- شالكه 04

## روابط خارجية
- سفين فرمانت على موقع الاتحاد البلجيكي (الإنجليزية)
- سفين فرمانت على موقع قاعدة بيانات كرة القدم.إي يو (الإنجليزية)
- سفين فرمانت على موقع بيانات كرة القدم. دي إي (الألمانية)
- سفين فرمانت على موقع ناشيونال فوتبول تيمز (الإنجليزية)
- سفين فرمانت على موقع عالم كرة القدم.نت (الإنجليزية)